# 丹江口站
丹江口站，位于中华人民共和国湖北省十堰市丹江口市，是汉十高速铁路的一个车站。2019年11月29日通车。